# Lipcsey Ildikó
Lipcsey Ildikó (írói álnevei: Papp Anna; Román Ildikó; Bornemissza Karola; Pribála Karola; Drágffy Kamilla; Máramarosi Iza; Auchstein Hilda) (Óbudavár, 1945. január 27. – Budapest, 2011. október 26.) magyar történész. A történelemtudományok kandidátusa (1989).

## Életpályája
Szülei: Lipcsey Ákos jogtanácsos és Román Berta könyvtáros voltak. 1963-ban érettségizett Miskolcon. 1965–1970 között az ELTE BTK történelem-román szakos hallgatója volt. 1970–1981 között a Magyar Tudományos Akadémia Történettudományi Intézete Könyvtárának munkatársa volt. 1972-ben doktorált. 1981–1992 között a Tudományos Információs, illetve a Historiográfiai és Információs Osztály tudományos munkatársa és román referense volt. 1982-től a Román–Magyar Történész Vegyes Bizottság tagja volt. 1990–1992 között az Erdélyi Világszövetség tudományos csoportjának vezetője volt. 1992–2001 között a Miniszterelnöki Hivatal közép- és kelet-európai nemzetbiztonsági szakértője volt. 1992-től a Nemzetbiztonsági Hivatal Főiskoláján a Magyarország története című tárgy előadójaként is dolgozott. 1996–2007 között az Erdélyi Magyarság című folyóirat főszerkesztőjeként dolgozott. 1998–2003 között az Erdélyi Szövetség alelnöke, 2003-tól elnöke volt.
Kutatási területe Románia, valamint Erdély kisebbségi kérdése, biztonságpolitikája.
Sírja a Farkasréti temetőben található.

## Művei
- Nicolae Iorga és az erdélyi magyar kultúra (Kortárs, 1976)
- Alexandru Dimitrie Xenopol. Életrajz, bibliográfia, szemelvények (Világtörténet, 1979)
- A MADOSZ és az Ekésfront – Frontul Plugarilor (Történelmi Szemle, 1982)
- Constantin Dobrogenau-Cherea (Világtörténet, 1983)
- Az 1944. aug. 23-i romániai fegyveres felkelés hatása a magyarság háborúellenes mozgalmaira Erdélyben (Román nyelven, Timpuri, 1984)
- Réczey László feljegyzései az 1845. márciusi megbeszéléseiről (Történelmi Szemle, 1984)
- „Nyílt ésszel…” Az Arany Jánost ünneplő Petru Groza (Kortárs, 1984)
- Groza Péter emlékére (dokumentumok, válogatta, szerkesztette: Sipos Attilával, Budapest, 1984)
- Petru Groza emlékezete (Életünk, 1985)
- Egy sorsfordító nap krónikája. 1944. aug. 23., szerda (Világtörténet, 1985)
- A Romániai Magyar Népi Szövetség (Történelmi Szemle, 1985)
- A nemzeti kérdés a Kommunisták Romániai Pártja politikájában. 1921–1933. (Világtörténet, 1987)
- Kurkó Gyárfás emlékére. Szemelvények beszédeiből, cikkeiből és a róla szóló írásokból (szerkesztette, Budapest, 1987)
- Cselekvő magyar ifjúság a Duna-medencében. A vásárhelyi találkozó évfordulóján (Társadalmi Szemle, 1987)
- A román fasizmus sajátosságai. A Vasgárda (Társadalmi Szemle, 1988)
- A Román Kommunista Párt nemzetiségi politikája. A Magyar Népi Szövetség. 1944–1953 (Kandidátusi értekés, Budapest, 1988)
- A román nemzetiségi politika négy évtizede (Külpolitika, 1989; angolul is)
- Fejezetek a Kolozsvári Tudományegyetem történetéből (Napóra, 1989)
- Decentralizáció és önkormányzat. Autonómia az RMDSZ programjában. – Az autonómia Erdély történetében (Rubicon, 1990)
- Erdélyi autonómiák (történeti tanulmányok, Budapest, 1990)
- A független Erdély alkotmánya (Erdélyi Magyarság, 1991)
- Fejezetek Besszarábia múltjából (Világtörténet, 1992)
- Székely kulturális autonómia (Confessio, 1992)
- Románia. 1989–1992 (Nemzetbiztonsági Szemle, 1992)
- A besszarábiai és az erdélyi kérdés összefüggései (Nemzetbiztonsági Szemle, 1993)
- Az RSZDP és a kisebbségi kérdés (Múltunk, 1993)
- Magyarok a szomszédos országokban. Burgenland, Kárpátalja, Kis-Jugoszlávia, Románia, Szlovákia (Főiskolai jegyzetek, Budapest, 1993)
- Ukrajnai változások. 1990–1993 (főiskolai jegyzetek, Budapest, 1994)
- Korszakok, pártok, irányzatok Romániában és az erdélyi kérdés. 1920–1989. (Budapest, 1994)
- Páskándi Géza (1994)
- A transzszilvanizmus, mint politikai koncepció (Honismeret, 1996)
- A Magyar Királyi Ferenc József Tudományegyetem (Az erdélyi magyar felsőoktatás évszázadai. Kiállítás és konferencia. Budapest, 1996)
- A magyar–román viszony alakulása 1937–1940 között I-II. (Korunk, 1997)
- Az MNSZ, a romániai magyarság politikai és érdekvédelmi szervezete (Múltunk, 1997)
- Corneliu Coposu élete. – Az erdélyi Román Nemzeti Párt képviselőinek nemzeti mozgalma és parlamenti tevékenysége. – 1956. A robbanás román, jugoszláv és szovjet visszhangja. (Klió, 1998)
- Nicolae Iorga (1998)
- A Magyar Népi Szövetség 1944-1953 (1998)
- Adalékok a magyar–román külkapcsolatok történetéhez. 1945–1955 (Külpolitika, 1999)
- A román kultúr-nacionalizmus (Klió, 1999)
- A CASBI. A magyar vagyonok államosítása Romániában 1945 után (2001)
- Nemzedéki sirató (2004)
- Magyar-román kapcsolatok 1956-98 (2004)
- Romania and Transylvania in the 20th Century (2006)
- Utak és tévutak. A romániai magyarság a XX. században (2008)
- Családom regénye (2008)
- Anyám regénye (2008)
- Szövöm már a szemfedőm (2008)

## Díjai
- Heidelbergi történészdíj (1981)
- Ránki György-ösztöndíj (1992)